# Diecezja Carora
Diecezja Carora (łac. Dioecesis Carorensis) – diecezja Kościoła rzymskokatolickiego w Wenezueli. Należy do archidiecezji Barquisimeto. Została erygowana 25 lipca 1992 roku przez papieża Jana Pawła II mocą konstytucji aposotolskiej A Certiori christifidelium.

## Główne świątynie
- Katedra: Katedra św. Jana Chrzciciela w Carora

## Ordynariusze
- Eduardo Herrera Riera (1994 - 2003)
- Ulises Antonio Gutiérrez Reyes OdeM (2003 - 2011)
- Luis Armando Tineo Rivera (2013 - 2020)
- Carlos Enrique Curiel Herrera (od 2021)